# 월성 협성휴포레
월성 협성휴포레는 대한민국 대구광역시 달서구 월성동에 위치한 아파트 단지이다.

## 초등학교 통학구역
- 대구신월초등학교

## 교통편
- 대구 도시철도 1호선 상인역 1, 8번 출구
- 대구 도시철도 1호선 월배역 4번 출구

## 같이 보기
- 아파트